# Menisk (fysik)
|  | Se også Menisk (anatomi) - del af et knæ |
Menisk er den kurve i overfladen af en væske tæt kanten af beholderen eller andre objekter, der forårsages af overfladespænding. Den kan enten være konkav eller konveks afhængig af væsken og overfladen
Konkave menisker optræder, når partikler i væsken har større tiltrækning til materialet af beholderen (adhæsion) end til hinanden (kohæsion). Konkave menisker ses eksempelvis mellem vand og glas, hvilket får væsken til at trække op langs beholderens kanter. Omvendt optræder en konveks menisk, når partiklerne af væsken er stærkere tiltrukket af hinanden end af materialet af beholderen, hvilket får væsken til at trække ned ad beholderens kanter, så overfladen bliver højest i midten af beholderen. Dette sker f.eks. mellem kviksølv og glas i barometre og termometre.

## Menisk og måling
Når man aflæser en væskemængde i et instrument med måleenheder på siden af glasset som en burette eller en målekolbe, skal der tages højde for menisken for at aflæse korrekt. Mængden aflæses med menisken i øjenhøjde (hvilket eliminere parallakse-fejl) og ved midten af menisken, hvilket vel sige i toppen af en konveks menisk, og bunden af en konkav menisk.
Producenter af glasudstyr og andet udstyr kalibrerer deres udstyr og målemærker så det tager højde for menisken, hvilket betyder at alt udstyr kalibreres med en specifik væske, som oftest er vand.

## Kapillærkræfter
Meniskener er et resultat af kapillærkrafter, hvor overfladens adhæsion trækker en væske op og danner en konkav menisk eller intern kohæsion trækker væsken ned og danner en konveks menisk. Dette fænomen er vigtigt i væsketransport i planter. Når et smalt rør eller kanal, ofte kaldet kapillarrør, dyppes i en væske, og væsken fugter røret (med nul kontaktvinkel) danner væskeoverfladen inde i røret konveks menisk, som næsten er kugleformet i overflade, med samme radius, 'r', som indersiden af røret. Røret oplever en nedadrettet kraft størrelsesorden 2πrdσ, hvor σ er overfladespændingen af væsken. Vandbaserede væsker, inklusive plantesaft, honning, mælk etc., har en konveks menisk.